# Mount Daimler
Mount Daimler ist ein 1280 m hoher Berg im Norden des Grahamlands auf der Antarktischen Halbinsel. Er ragt 5 km südlich des Mount Canicula aus einem Felsmassiv zwischen dem Russell-East-Gletscher und dem Victory-Gletscher auf der Trinity-Halbinsel auf.
Vermessungen des Falkland Islands Dependencies Survey zwischen 1960 und 1961 dienten seiner Kartierung. Das UK Antarctic Place-Names Committee benannte ihn am 12. Februar 1964 nach dem deutschen Automobilpionier Gottlieb Daimler (1834–1900).